# 夏駿
夏駿（1962年—），中國电视人，文化工作者，籍贯江苏省如皋市。毕业于北京广播学院（现中国传媒大学）。1986年进入中央电视台任编辑、记者。历任中央电视台中国国际电视总公司节目制作部副主任、中央电视台新闻中心新闻调查制片人、北京电视台七频道运营总裁、中华遗产杂志社主编等。现任：华人文化集团董事局执行主席；科影中视影视制作中心总编辑；中国广播电视协会纪录片委员会副会长；中华民族文化促进会常务理事；2010年上海世博会顾问。

## 生平
- 1962年生于江苏如皋。
- 1979年进入北京广播学院电视学院本科学习。1983年毕业，获文学学士学位。
- 1983年进入北京广播学院文学院研究生学习，1986年毕业。
- 1986年进入中央电视台任编辑、记者。
- 2000年离开央视，担任平面媒体《中华遗产》杂志主编。
- 2007年，2007年，他被聘为上海世博会主题演绎顾问，世博会国家馆评审委员会成员。

## 著作
- 《居住改变中国》
- 《解密上海——大上海再度崛起之谜》
- 《電視片藝術論》
- 《目擊歷史》
- 《正在發生的歷史》
- 《新聞背後的新聞》
- 《第一現場》
- 《解密上海》
- 《再造青啤》
- 《人居中國》
- 《十字路口的中國電視》等

## 电视作品
- 中日合拍30集系列片《黃河》編導、撰稿之一
- 6集系列片《河殤》編導
- 8集系列片《窮則思變》編導
- 16集系列片《中國農民》編導、攝影
- 20集系列片《鄉村中國》編導
- 香港回歸72小時直播專題節目編導
- 大江截流13小時直播專題節目總編導
- 12集系列片《改革開放20年》總編導
- 9集系列片《解讀上海》總編導
- 12集系列片《居住改變中國》總編導
- 3集電視系列片《大海灣》總編導等